# 英仙座X
英仙座X，又名BD+30 591，HD 24534、SAO 56815、HR 1209，是英仙座的一颗恒星，视星等为6.1，位于銀經163.08，銀緯-17.14，其B1900.0坐标为赤經3h 49m 7.9s，赤緯+30° -17.14′ 5″。